# Stuart Cornfeld
Stuart Cornfeld (Tarzana, 13 de novembro de 1952 - Califórnia, 26 de junho de 2020) foi um produtor de cinema e ator norte-americano.
Estudou na Universidade da Califórnia em Berkeley no início de 1970. Foi sócio do ator norte-americano Ben Stiller na empresa Red Hour Productions. O personagem Les Grossman, o produtor de Hollywood interpretado por Tom Cruise no filme Trovão Tropical, foi baseado parcialmente em sua aparência e personalidade.
Morreu de câncer em 26 de junho de 2020.